# 羅遜

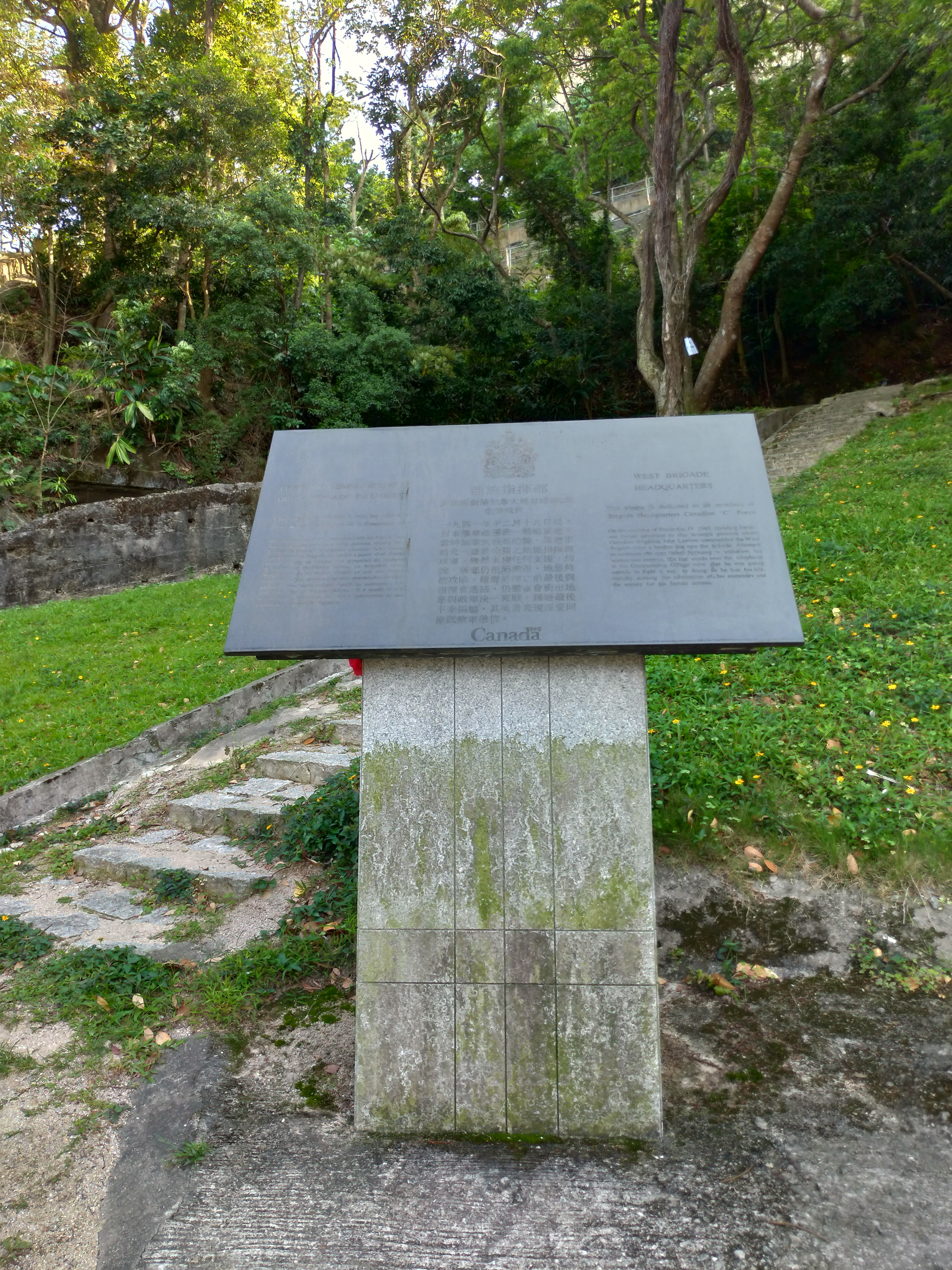
在黄泥涌峽道屹立的西旅指揮部紀念碑，紀念羅遜准將及西旅指揮部的全體成員。

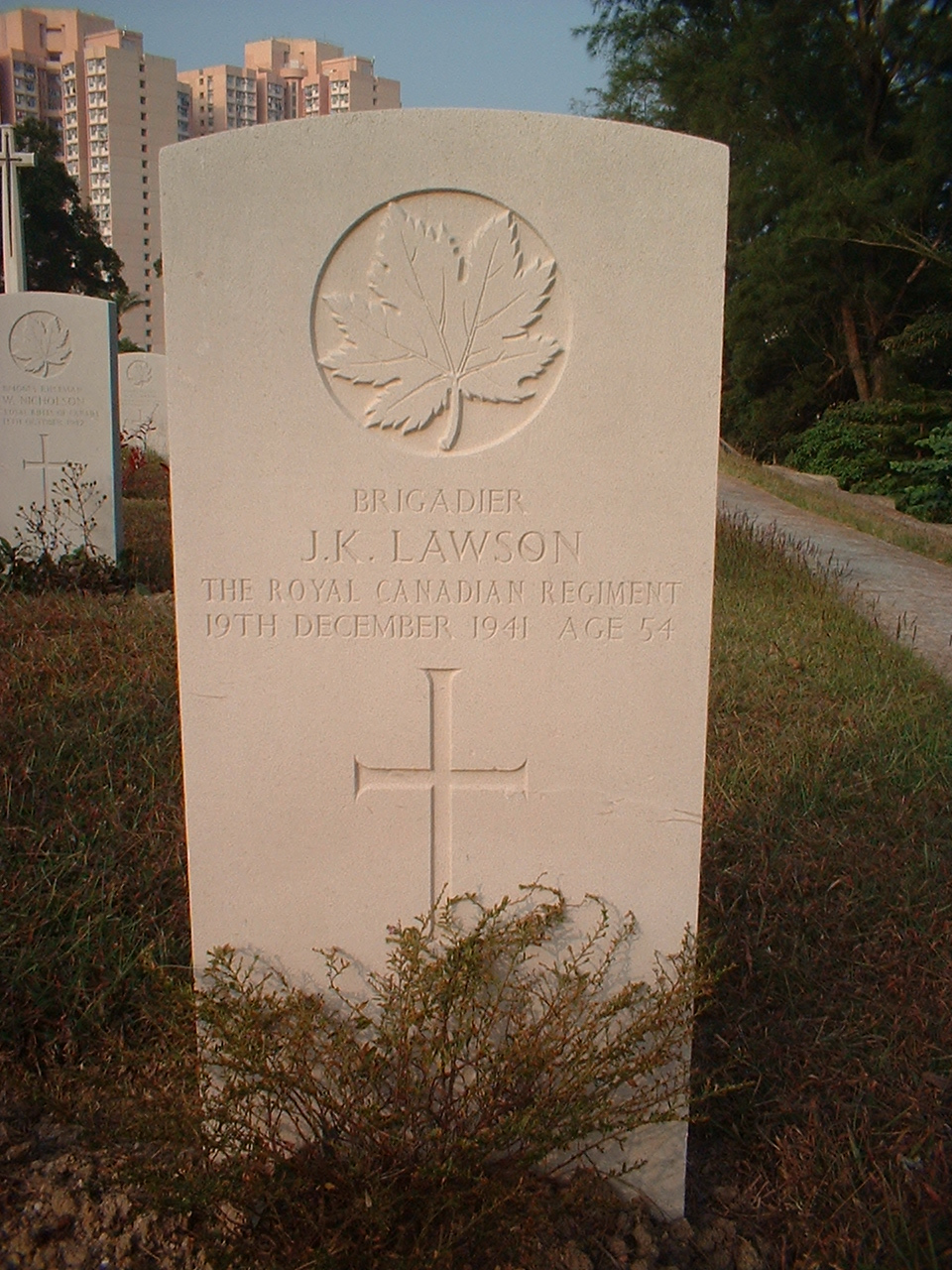
羅遜准將在西灣國殤紀念墳場的墓碑。

約翰·祁本·羅遜准將，MC（Brigadier John Kelburne Lawson，1887年12月27日—1941年12月19日）加拿大陸軍軍官，1941年12月在香港保衛戰抵抗日軍入侵香港時陣亡，是加拿大軍在第二次世界大戰中戰死的最高階軍官。

## 經歷
羅遜生於英國東約克郡赫爾河畔京士頓。第一次世界大戰時，曾參與帕森达勒战役。第二次世界大戰在1939年9月爆發後，他時任渥太華軍事訓練學院總監。加拿大於1941年9月29日決定派兵增援香港守軍抗衡日本的威脅，羅遜於10月獲授命指揮由皇家加拿大來福槍團及溫尼伯榴彈兵團第1營組成的加拿大軍派駐香港，並於11月16日抵達。1941年12月8日清晨，日軍入侵香港，新界及九龍於12月13日失守，全部退守港島。英軍在主將莫德庇少將的指揮下，決定將香港島的防守分為東西兩旅，港島東部的「東旅」由華里士准將指揮；港島西部的「西旅」由羅遜擔任旅長及指揮，東西兩旅大致以港島中部的黃泥涌峽為分界線。
日軍在12月18日晚上登陸香港島，在12月19日清晨侵入西旅指揮部所在的黃泥涌峽，守軍未能擊退人數及火力都佔優的日軍，羅遜與西旅指揮部的人員遭日軍圍困，趕赴增援的部隊亦被日軍炮火重創。因為包圍指揮部的日軍只會越來越多，在解圍無望及久守必失下，羅遜向總司令部發出最後通訊，並以「I am going outside to fight it out」結束通話，隨即下令銷毀密件及摧毀指揮部的所有通訊器材，羅遜之後左右手各握著一支手槍，親自領兵突圍，但在離開指揮部地堡不遠處即遭遇日軍從三面亂槍掃射，羅遜與西旅指揮部的多名人員於交火中相繼飲彈瀝血，羅遜亦壯烈犧牲。
羅遜戰死後，日軍用布將他的遺體捲起，在他戰死的西旅指揮部附近埋葬，並用木條為他豎立一塊以日文標註的墓碑，1945年香港重光後，他被遷葬於西灣國殤紀念墳場。2005年，加拿大政府在羅遜戰死的西旅指揮部附近的黃泥涌峽道路旁設置一塊紀念牌匾，講述他與指揮部成員的事蹟。

## 外部連結
- CWGC: John Kelburne Lawson （页面存档备份，存于）
- Youtube: ETV 中學個人、社會及人文教育科 - 抗日戰爭與日治香港（一 （页面存档备份，存于））及（二 （页面存档备份，存于））
- Osborn of Hong Kong （页面存档备份，存于）, THE HERITAGE MINUTES COLLECTION：短片的主角是約翰·奧士本；短片開始時有羅遜率兵冲出突圍的片段。